# アダム・ヴァーツラフ・ミフナ
アダム・ヴァーツラフ・ミフナ（Adam Václav Michna z Otradovic、1600年頃 – 1676年11月2日）は、チェコの初期バロック期の作曲家、詩人、オルガン奏者、合唱指揮者である。チェコにおけるバロック音楽の発展に多大な貢献をし、後世の作曲家たちに大きな影響を与えた。

## 生涯
アダム・ヴァーツラフ・ミフナは、1600年頃にボヘミア南部のインドジフーフ・フラデク（Jindřichův Hradec）で生まれた。生家は古くからの貴族の家系ではあったが、さほど著名ではなかった。父ミハル・ミフナもオルガン奏者であった。ミフナは故郷のイエズス会系学院で学んだが、1618年の対外追放により修了できなかった。
生涯の大半をインドジフーフ・フラデクで過ごし、地元の教会のオルガン奏者および合唱指揮者を務めた。また、音楽教師としても活動した。当時の記録によれば、彼は町の有力な市民であり、裕福な人物であった。結婚は2度経験したが、子に関する記録は残されていない。1673年には、貧しい若い音楽家の教育のための財団を設立している。1676年11月2日に故郷インドジフーフ・フラデクで死去した。

## 主要作品
ミフナは多作な作曲家であり、その作品の多くは宗教音楽である。彼の作品は、チェコ語およびラテン語の典礼歌集としてまとめられている。
主なチェコ語作品には以下のものがある。
- 『チェコのマリア音楽（Česká mariánská muzika）』 (1647年)
- 『チェコのリラ（Loutna česká）』 (1653年)
  - チェコ語を用いた歌詞と、土着の要素や神秘的な官能表現が特徴である。
- 『聖年音楽（Svatoroční muzika）』
- クリスマスキャロル**「クリスマスの夜（Vánoční noc）」、別名「眠りたもう（Chtíc, aby spal）」**
  - 現在でもチェコで広く歌われている。

ラテン語の典礼作品には以下のものがある。
- 『オプセクイウム・マリアヌム（Obsequium Marianum）』 (1642年)
- 『晩祷・詩篇（Officium vespertinum, Psalmi）』 (1648年)
- 『聖ヴァーツラフ・ミサ曲（Missa Sancti Wenceslai）』
- 『サクラ・エト・リタニアエ（Sacra et litaniae）』
  - 5つのミサ曲、2つの連祷、テ・デウム、レクイエムを含む。

現存する作品は、3つのチェコ語作品集と2つのラテン語作品集に収められた約230曲である。

## 評価
ミフナは初期バロック期のチェコを代表する最も重要な作曲家および詩人である。彼の活動は、チェコ芸術、特に音楽文化の発展に先駆的な役割を果たした。その旋律を生み出す才能、特にチェコ語の聖歌における独創性は高く評価されており、後世のチェコの芸術家たちに大きなインスピレーションを与えた。